# Прапор Красногвардійського району
Пра́пор Курманського райо́ну затверджений 16 вересня 2011 року рішенням Красногвардійської районної ради.

## Опис
Прямокутне полотнище із співвідношенням сторін 2:3 складається із червоної, жовтої, та синьої горизонтальних смуг у співвідношенні 12:1:12. У центрі полотнища — малий герб району.